# Albrecht Joachim von Krakevitz
Albrecht Joachim von Krakevitz, auch Krakewitz, Krackewitz sowie Albert Joachim K. (* 28. Mai 1674 in Gevezin; † 2. Mai 1732 in Greifswald) war ein lutherischer Theologe und von 1721 bis 1732 Generalsuperintendent von Schwedisch-Pommern in Greifswald.

## Leben und Wirken
Albrecht Joachim von Krakevitz wurde als erster Sohn Barthold von Krakevitz und Elisabeth von Engeln in Gevezin bei Neubrandenburg geboren. Er war der Urenkel des Greifswalder Theologieprofessors und Generalsuperintendenten Barthold von Krakevitz. Nach dem Schulbesuch in Friedland, Rostock und Kolberg führten ihn seine Reise- und Studienjahre 1695 nach Kopenhagen, wo er auch am Hofe von König Christian V. predigte, und 1697 nach Leipzig und 1698 nach Rostock. Hier erwarb er das Baccalaureat und promovierte zum Doktor der Theologie.
Im Jahre 1699 berief ihn Herzog Friedrich Wilhelm in Rostock zum Professor für orientalische Sprachen und Kateches an der philosophischen Fakultät. 1704 begann er seine Vorlesungen über Luthers Katechismus, zum größten Teil in deutscher Sprache.
Am 3. Mai 1713 wurde von Krakevitz zum ordentlichen Professor der Theologie, Konsistorialrat und Superintendent des mecklenburgischen Kreises ernannt, und am 17. Juni 1715 berief ihn König Karl XII. von Schweden zum Generalsuperintendenten von Schwedisch Pommern und Professor der Theologie in Greifswald. Wegen der dänischen Okkupation trat er seine Ämter erst 1721 an. An der Greifswalder Universität und auch als Pfarrer an St. Nikolai wirkte er bis zu seinem Tode im 58. Lebensjahr.
Albrecht Joachim von Krakevitz heiratete 1699 Margarethe von Voß, Tochter des Rittmeisters von Voß auf Gievitz.
Von Krakevitz neigte zum spenerschen Pietismus, wurde mehr aber noch ein entschiedener Vertreter der lutherischen Orthodoxie. Im „Greifswalder Pietismusstreit“ 1723 versuchte er zu vermitteln.

## Werke
Das literarische Werk von Krakevitz' ist kaum zu überschauen. Als kirchenhistorisch bedeutende Werke seien genannt:
- Mecklenburgischer Catechismus, Rostock, 1717 (er erhielt auch Geltung in Pommern)
- Mecklenburgisches Gesangbuch, 1721
- Pommerisches Gesangbuch, 1723
- Pommerischer Catechismus, 1725